# Tang Shengjie
Tang Shengjie (chinesisch 唐勝傑 / 唐胜杰, Pinyin Táng Shèngjié; * Dezember 1989 in Dingxi, Provinz Gansu, Volksrepublik China) ist ein chinesischer Kampfpilot und Raumfahrzeugführer der Stufe IV beim Raumfahrerkorps der Volksbefreiungsarmee.

## Jugend und Dienst bei der Luftwaffe
Tang Shengjie wurde im Dezember 1989 in einem armen, zur bezirksfreien Stadt Dingxi gehörenden Dorf des Longzhong-Lössplateaus (陇中黄土高原) im Südosten der Provinz Gansu geboren. Ab September 1996 besuchte er die vom auf einer Anhöhe gelegenen Haus seiner Eltern relativ weit entfernte Huagou-Schule im Stadtbezirk Anding (安定区花沟学校). Mit knapp sieben Jahren hatte er dabei über gewundene Bergpfade eine einfache Strecke von zwei Stunden zurückzulegen – als Mittagessen gab ihm seine Mutter einige Hirsebrötchen mit. Diesen Weg musste er bis zum Abschluss der Unterstufe des Gymnasiums, die ebenfalls an der Huagou-Schule angesiedelt war, gut acht Jahre lang zurücklegen, wodurch er schon als Kind relativ kräftig und ausdauernd war.
Tang Shengjie gehörte in der Unterstufe des Gymnasiums zu den besseren Schülern und wechselte für die Oberstufe an das ebenfalls in Anding gelegene 1. Städtische Gymnasium von Dingxi (定西市第一中学), wo er in einem Wohnheim lebte und eine Klasse für Hochbegabte (重点班) besuchte. In Anding war auch sein Vater am Städtischen Zentrum für Trockenackerbauforschung und -popularisierung (定西市旱作农业科研推广中心) tätig. Bei seinen häufigen Besuchen dort erwachte sein Interesse für Naturwissenschaften.
Tang Shengjie kommt aus einer Familie mit militärischer Tradition. Zwei seiner Vettern väterlicherseits waren bei der Volksbefreiungsarmee, und auch er selbst träumte von klein auf davon, Soldat zu werden. In dem Jahr, als er die Abschlussklasse des Gymnasiums besuchte, hatte die Luftwaffe in seiner Schule eine Rekrutierungsstelle eingerichtet, um Piloten anzuwerben. Tang Shengjie meldete sich sofort und wurde in einem mehrstufigen Auswahlverfahren angenommen. Im Juli 2008, kurz nach dem Abitur, erhielt er die Mitteilung, dass er sich am 1. August auf der Ausbildungsbasis für die fliegerische Grundausbildung der Luftfahrt-Universität der Luftstreitkräfte der Volksbefreiungsarmee in Changchun einzufinden hätte. Im September 2008 wurde er offiziell in die Volksbefreiungsarmee aufgenommen.
Im Laufe seiner Ausbildung spezialisierte sich Tang Shengjie auf Kampfflugzeuge und machte 2012 seinen Abschluss an der Luftfahrt Universität. Er ist für sechs Flugzeugtypen zertifiziert und absolvierte an Standorten in Nord- und Südchina sowie bei Einsätzen über dem Meer gut 1000 unfallfreie Flugstunden, wofür ihm das Tätigkeitsabzeichen Militärluftfahrzeugführer der Stufe I verliehen wurde.
Im März 2013 trat Tang Shengjie in die Kommunistische Partei Chinas ein. Sein letzter Dienstgrad bei der Luftwaffe war Oberstleutnant, seine letzte Dienststellung Staffelführer.

## Dienst im Raumfahrerkorps
Wie die meisten Chinesen seiner Generation hatte Tang Shengjie den Erstflug Yang Liweis am 15. Oktober 2003 am Fernseher verfolgt. Als Zhai Zhigang, Liu Boming und Jing Haipeng am 25. September 2008 zur Mission Shenzhou 7 aufbrachen, hatte die Ausbildungsbasis auf dem Exerzierplatz eine Großleinwand aufgebaut, wo alle Rekruten die Fernsehübertragung verfolgten. Als dann am 23. April 2018 die Anwerbekampagne für die dritte Auswahlgruppe des Raumfahrerkorps gestartet wurde, meldete sich Tang Shengjie sofort. Nach einem dreistufigen Selektionsprozess – für die 18 Stellen hatten sich 2500 Kandidaten beworben – wurde er im September 2020 in das Raumfahrerkorps der Volksbefreiungsarmee aufgenommen. Die feierliche Vereidigung fand am 1. Oktober 2020 statt, dem chinesischen Nationalfeiertag.
Bei jener Auswahlgruppe gibt es neben 7 Bordingenieuren und 4 Nutzlastexperten noch 7 Raumschiffpiloten, einer davon Tang Shengjie, an die höhere körperliche Anforderungen gestellt werden. So werden sie während der Ausbildung in der Humanzentrifuge für 30 Sekunden einer Beschleunigung von 8 g ausgesetzt. Ähnliche Kräfte treten auch bei Luftkämpfen auf, aber nur für kurze Zeit, außerdem tragen die Kampfpiloten dort Anti-g-Anzüge. Trotz seiner Flugerfahrung empfand er die verpflichtenden Übungseinheiten in der Zentrifuge als unangenehm. Auch das zur Stärkung der Unterarm-Muskulatur nötige Freiklettern stellte eine beträchtliche Herausforderung dar.
Tang Shengjie besitzt eine kräftige Konstitution. Nach den fünf- bis sechsstündigen Außenbord-Übungseinheiten im Wassertank war er zwar auch müde, aber die Übungen selbst fielen ihm relativ leicht. Im Juni 2022 wurde er für die Mission Shenzhou 17 ausgewählt und begann dann zusammen mit Tang Hongbo von der Auswahlgruppe 2010, der im Jahr 2021 als Teil der allerersten Besatzung schon einmal drei Monate auf der Chinesischen Raumstation verbracht hatte und nun als Kommandant fungierte, sowie Jiang Xinlin, einem Raumschiffpiloten von der Auswahlgruppe 2020, mit der Spezialausbildung für die Mission. Inspektionen hatten gezeigt, dass die Solarzellenflügel der Station von kleinen Weltraummüll-Partikeln getroffen und leicht beschädigt worden waren. Während der Mission Shenzhou 17 sollte nun versucht werden, sie bei mehreren Außenbordeinsätzen im Orbit zu reparieren.
Um die Raumfahrer auf schwierige Situationen vorzubereiten, mussten sie zu dritt 72 Stunden ohne Schlaf in einem Raumschiff-Modell verbringen und gemeinsam Aufgaben erledigen, ohne dass untereinander Aggressionen entstanden.
Am 26. Oktober 2023 um 03:14 Uhr UTC starteten Tang Shengjie, Tang Hongbo und Jiang Xinlin vom Kosmodrom Jiuquan zur Chinesischen Raumstation, wo das Raumschiff sechseinhalb Stunden später, um 09:46 Uhr UTC, an der vorderen Bugschleuse des Kernmoduls Tianhe autonom andockte.
Nach Druckausgleich und Überprüfung aller Systeme wechselten die drei Raumfahrer um 11:34 Uhr UTC in die Station.
Am 21. Dezember 2023 unterstützte Tang Shengjie bei einem gut siebenstündigen Außenbordeinsatz Tang Hongbo bei der Reparatur eines durch kleine Weltraumschrott-Partikel beschädigten Solarzellenflügels am Kernmodul Tianhe. Mit 34 Jahren war er zu diesem Zeitpunkt der jüngste chinesische Raumfahrer, der einen Außenbordeinsatz absolvierte.
Während sich Tang Hongbo, 47 Jahre alt, von den beiden zu einem langen Arm mit 14,5 m Reichweite zusammengekoppelten mechanischen Armen der Station zum Einsatzort tragen ließ, kletterte Tang Shengjie an der Außenseite der Station entlang zum Einsatzort.